# Les Cabannes, Tarn
Les Cabannes är en kommun i departementet Tarn i regionen Occitanien i södra Frankrike. Kommunen ligger i kantonen Cordes-sur-Ciel som tillhör arrondissementet Albi. År 2022 hade Les Cabannes 366 invånare.

## Befolkningsutveckling
Antalet invånare i kommunen Les Cabannes
| Referens: INSEE |